# Adiós reino animal
Adiós reino animal es una película documental de Argentina filmada en Eastmancolor dirigida por Juan Schröder según su propio guion escrito en colaboración con Clelia Dorado que se estrenó el 29 de noviembre de 1979 y que contó con la participación de Julia Elena Dávalos con su voz.
Además de cineasta, el director es fundador de las organizaciones ecologistas Tierralerta y Red Nacional de Acción Ecológica, y fue coordinador de Greenpeace.

## Sinopsis
Documental sobre las especies amenazadas de extinción en el territorio argentino. El filme contiene paisajes diversas zonas de Argentina, incluyendo entre otros a Cabo Vírgenes, Mesopotamia y Cordillera de los Andes, mostrando especias animales que habitan en cada una y describiendo sus antecedentes y actividades; la película utiliza comparaciones entre las especies y señala la inciencia que sobre ellas tiene la acción del hombre.

## Comentarios
HC en La Prensa escribió:

«Por todos sus méritos el film es recomendable.»

Crónica opinó:

«Adiós Reino Animal es una película distinta.»

Manrupe y Portela escriben:

«Un documental ecologista acerca de las especies argentinas amenazadas, de valorable realización y filmado prácticamente en todos el país.»